# Sugar Ray Leonard
Ray Charles Leonard (Wilmington, Sjeverna Karolina, 17. svibnja 1956.), najpoznatiji kao Sugar Ray Leonard, bivši je američki profesionalni boksač, motivacijski govornik i povremeni glumac. Osvojio je zlato na Olimpijskim igrama u Montrealu 1976. u kategoriji poluvelter.
Često smatran jednim od najvećih boksača svih vremena, natjecao se od 1977. do 1997., osvojivši svjetske naslove u pet težinskih kategorija; linearno prvenstvo u tri težinske kategorije; kao i neosporni naslov u velter kategoriji. Leonard je bio dio "Fantastične četvorke" (eng. "Fabulous Four"), grupe boksača koji su se međusobno borili 1980-ih, a koju su činili uz njega: Roberto Duran, Thomas Hearns, Marvin Hagler.
"Fantastična četvorka" dovela je do vala popularnosti u nižim kategorijama težine koji je zadržao boks relevantnim u eri nakon Muhammada Alija, tijekom koje je Leonard pobijedio buduće članove Međunarodne boksačke kuće slavnih: Hearnsa, Durana, Haglera i Wilfreda Beniteza. Leonard je također bio prvi boksač koji je zaradio više od 100 milijuna dolara, a proglašen je "boksačem desetljeća" 1980-ih. Časopis Ring proglasio ga je borcem godine za 1979. i 1981., dok ga je Udruga boksačkih novinara Amerike (BVAA) proglasila borcem godine 1976., 1979. i 1981. Godine 2002. Ring je Leonarda proglasio devetim najvećim borcem svijeta posljednjih 80 godina; BoxRec ga rangira kao 27. najvećeg boksača svih vremena.